# 幻想水滸伝
『幻想水滸伝』（げんそうすいこでん）は、コナミより1995年12月15日に発売されたPlayStation用コンピュータRPGである。
キャッチコピーは「プレイステーションよ。これがRPGだ!」。
なお本作はサードパーティーのPlayStationシリーズ初の従来のオーソドックス型の本格王道ファンタジーRPGとして発売をした。

## 概要
コナミより1995年12月15日に発売されたPlayStation用コンピュータRPGである。
中国の英雄物語の『水滸伝』の世界観と、ゲームオリジナルのファンタスティックなストーリーをミックスさせている。『水滸伝』をモチーフにしているが、登場人物やストーリーの流れは大きく異なっている。最高で108人まで増やせる仲間、勢力拡大とともに強固となる城、戦争という大イベントなどは、「水滸伝」のスケールの大きさを再現している。
戦闘システムは六人構成、以降のシリーズでも例外は存在するが殆どの作品で継承されている。これにより自由度の高い編成や戦略性を練ることが可能。キャラにはそれぞれ「レンジ」という攻撃可能範囲を指す概念があり、役割を決める指標になる。S(ショート)・M(ミドル)・L(ロング)が存在する。また戦闘シーンに於けるクリティカル発生時には迫力を助長させる演出として、画面の拡大縮小、連続攻撃発生時には拡大による定点でのカメラ追尾等がある。
『幻想水滸伝シリーズ』の第1作目である。
- 1995年12月15日の発売。
- 1996年11月29日にPlayStation the Bestで発売。
- 1997年9月17日にセガサターンへの移植版が発売された。
- 1998年3月26日にPCのWindows 95版で発売。
- 2002年7月11日にPS one Booksで発売された。
- 2006年2月23日に、『幻想水滸伝II』を同時収録したPlayStation Portable用ソフト『幻想水滸伝I&II』が発売された。
- 2008年6月16日には携帯電話用アプリ（iアプリのみであったがEZアプリ、S!アプリでもおって対応）に移植された。
- 2008年8月27日よりインターネットラジオ『ラジオ幻想水滸伝 集まれ! 108星!』内でラジオドラマ化もされた。
- 2025年3月6日に、『幻想水滸伝II』を同時収録したHDリマスター版『幻想水滸伝 I&II HDリマスター 門の紋章戦争 / デュナン統一戦争』（Nintendo Switch、PlayStation 4、PlayStation 5、Xbox Series X/S、Xbox One、Steam）が発売された[2]。
- 2025年6月5日にNintendo Switch 2版『幻想水滸伝 I&II HDリマスター 門の紋章戦争 / デュナン統一戦争』が発売された[3]。

## ストーリー

### あらすじ
物語の舞台である赤月帝国では、本編の11年前に発生した継承戦争で勝利したバルバロッサ・ルーグナーが第17代皇帝に即位し、戦争によって荒廃した国土の早期復興を目指すなどの善政により国民の強い支持を得ていた。しかし、亡き妻に似たウインディとの出会いを機にバルバロッサは政治への興味を失い、近年は腐敗した軍政官の理不尽な態度により国民の不満は高まっていた。帝国貴族のオデッサ・シルバーバーグは恋人を無実の罪で帝国兵に殺されたことで、帝国から離反して密かに解放軍を結成していた。
継承戦争で「帝国六将軍」として活躍したテオ・マクドールを父に持つ主人公は、周囲の信望と皇帝の期待もあり将来を半ば約束された存在であった。グレミオら使用人や、父が保護した親友のテッドとの日常を過ごす主人公であったが、テッドが隠し持っていた紋章「ソウルイーター」をウインディが欲したことから事態は急変。主人公はボロボロの体で帰宅したテッドから「ソウルイーター」を託され、帝国軍に追われる身となる。
偶然出会ったビクトールの手引きにより帝国首都グレッグミンスターを脱出した主人公は、レナンカンプのアジトでオデッサと出会う。主人公は解放軍への協力を考えるが、アジトに侵入した帝国兵から子供を庇ったオデッサは命を落とす。オデッサは死の間際に主人公に解放軍リーダーの地位を託し、「マッシュという男を訪ねること」と「自らの死を秘匿すること」を願った。オデッサの遺志を継いだ主人公は解放軍を率いることを決意し、トラン湖の古城を本拠地として赤月帝国打倒の旗印を掲げる。
太陽暦457年。これは後世において、“門の紋章戦争”と呼ばれる戦いの物語である。

### 約束の石版
幻想水滸伝シリーズで主人公の仲間になる108のキャラクターのことを108星という。そのキャラクターの名前が石版に記載されている。
- 天魁星 - 主人公
- 天孤星 - ビクトール
- 天退星 - パーン
- 天罡星 - レパント
- 天傷星 - バレリア
- 天寿星 - ソニア・シューレン
- 天機星 - マッシュ
- 天立星 - グリフィス
- 天剣星 - アンジー
- 天間星 - ルック
- 天捷星 - クライブ
- 天平星 - タイ・ホー
- 天勇星 - ハンフリー
- 天暗星 - フリック
- 天罪星 - カナック
- 天雄星 - カシム・ハジル
- 天祐星 - カミーユ
- 天損星 - ヤム・クー
- 天猛星 - クワンダ・ロスマン
- 天空星 - クロイツ
- 天敗星 - レオナルド
- 天威星 - ペシュメルガ
- 天速星 - スタリオン
- 天牢星 - ヒックス
- 天英星 - グレミオ
- 天異星 - カゲ
- 天慧星 - テンガアール
- 天貴星 - ウォーレン
- 天殺星 - フー・スー・ルー
- 天暴星 - バルカス
- 天富星 - クン・トー
- 天微星 - キルキス
- 天哭星 - シドニア
- 天満星 - クレオ
- 天究星 - ミルイヒ
- 天巧星 - アイリーン
- 地魁星 - レオン
- 地然星 - クロウリー
- 地伏星 - アップル
- 地煞星 - ジョルジュ
- 地好星 - フウマ
- 地僻星 - カイ
- 地勇星 - イワノフ
- 地狂星 - ムース
- 地空星 - ロッテ
- 地傑星 - ジーン
- 地飛星 - ミース
- 地孤星 - メース
- 地雄星 - エイケイ
- 地走星 - セルゲイ
- 地全星 - オニール
- 地威星 - マクシミリアン
- 地巧星 - キンバリー
- 地短星 - クロミミ
- 地英星 - サンチョ
- 地明星 - シーナ
- 地角星 - ゴン
- 地奇星 - グレンシール
- 地進星 - ケスラー
- 地囚星 - アントニオ
- 地猛星 - アレン
- 地退星 - マルコ
- 地蔵星 - レスター
- 地文星 - テスラ
- 地満星 - ゲン
- 地平星 - キルケ
- 地正星 - ジャバ
- 地遂星 - ユーゴ
- 地損星 - ロック
- 地闊星 - ローレライ
- 地周星 - ヘリオン
- 地奴星 - ルドン
- 地闘星 - ブラックマン
- 地隠星 - ミーナ
- 地察星 - シルビナ
- 地強星 - ヨシュア
- 地異星 - ミリア
- 地悪星 - ロニー・ベル
- 地暗星 - モーガン
- 地理星 - カマンドール
- 地醜星 - ガスパー
- 地軸星 - モース
- 地俊星 - ジュッポ
- 地数星 - ウィンドウ
- 地会星 - エスメラルダ
- 地楽星 - カシオス
- 地陰星 - マリー
- 地佐星 - メロディ
- 地撻星 - ビッキー
- 地刑星 - ゼン
- 地祐星 - チャップマン
- 地速星 - ルビィ
- 地壮星 - セイラ
- 地霊星 - リュウカン
- 地鎮星 - ヴァンサン
- 地劣星 - サンスケ
- 地獣星 - フッケン
- 地稽星 - メグ
- 地健星 - クロン
- 地微星 - フッチ
- 地魔星 - タガート
- 地耗星 - テンプルトン
- 地急星 - カスミ
- 地妖星 - ジョバンニ
- 地賊星 - クリン
- 地暴星 - マース
- 地幽星 - クインシー
- 地狗星 - チャンドラー

## 世界観
幻想水滸伝シリーズの世界観のうち、以下の地域・国家について参照。
- 赤月帝国
- ジョウストン都市同盟
- トラン共和国

## システム
本作特有のシステムを解説する。基本的なシステムは『幻想水滸伝シリーズ』を参照。

### 戦争イベント
本作の戦争イベントでは、互いに「突撃」「弓」「魔法」を選択して戦うシステムとなっている。それぞれの相性は「突撃→弓→魔法→突撃…（左側が右側に強い）」となっており、弱い側が多くの負傷者を出すことになる。
仲間は3人ずつのチームに分けられており、基本的には「突撃」「弓」「魔法」のいずれかに分類されている。それぞれのチームには能力が数値で与えられており、数値が大きいほど負傷者は多くなる。前述の3つの分類のほか「軍師」（突撃の威力をアップ）、「忍者」（敵の戦術を探る）などが存在する。

### 一騎討ちイベント
本策では選択肢が「こうげき」「ぼうぎょ」「すてみ」となっている。

## 登場人物
※声はラジオドラマ版のキャスト。「幻想水滸伝 STAR LEAP」でも登場する人物には音声が導入されている。なお、ビクトールとフリックは「STAR LEAP」でもラジオドラマから続投されている。

### 主要人物

#### 108星
主人公
声 - 鈴村健一
赤月帝国の将軍テオ・マクドールの嫡男。母親は主人公を産んで間もなく病死している。上流階級の生まれだが、寛大な父の影響もあってか、自由気ままに育つ。武器は長棍で、カイから習った棒術の使い手。右手に真の紋章の1つ「ソウルイーター」を宿すことになる。ウィンディの策略にかかり、家人たちとともに帝国を追われる身となる。逃亡中に解放軍のリーダーオデッサと出会い、彼女の死後リーダーを引き継ぎ軍主として戦う。
戦後はトラン共和国の建国に際して初代大統領に推挙されるが断り、マクドール家当主となったものの、首都グレッグミンスターを去りバナーの村で付き人のグレミオとともに静かに生活していた。
『幻想水滸伝II』では、本作のデータをコンバートした場合に限りイベントが追加され『I』主人公が登場する。イベント後はマクドール家に戻り、『II』主人公がマクドール邸に赴けばパーティーに加えることができる。仲間に加えている間はイベント時に台詞を発する。
なお、小説版およびラジオドラマ版では「ティル・マクドール」、漫画版では「リューイ・マクドール」と付けられている。
ファンの間での愛称は「坊ちゃん」。これはグレミオを始めとするマクドール家の使用人たちが、作中でこう呼んでいることに起因する。
グレミオ
声 - 子安武人
主人公の付き人の青年。27歳。家事全般を得意とし、得意料理はシチュー。頬の大きな傷が特徴で、自分の過失から主人公が怪我を負って以来「いかなる時も主人公の身を守る」と誓いを立て、その言葉を柄に刻んだ大きな斧を武器として戦う。ストーリー序盤では、帝国への疑問を抱きつつも主人公の身を案じ解放軍となることに否定的だったが、主人公の意志の強さを信じて解放軍に身を投じ、常に主人公のそばで助力する。ミルイヒの策略から主人公をかばい命を落とすが、一定条件を満たすとレックナートの「門の紋章」の力で復活する。その場合は、戦後に主人公とともにグレッグミンスターを離れている。
また、復活したデータを『II』にコンバートした場合に限り主人公とともに再び登場するが、戦闘メンバーに加えることはできない。復活したデータをコンバートしている場合は、『II』の料理イベントのレシピに「とくせいシチュー」が登場する。なお、グレミオが復活するシナリオは開発開始当初は予定されておらず、製作する途中で追加されたと開発者が語っている。ディレクターの村山吉隆もグレミオの復活については「かなり迷った」とし、物語としては「ナシ」としながらも、長時間プレイした結果のゲームシナリオとしては「アリ」との見解を示している。
マッシュ・シルバーバーグ
声 - 布施雅英
太陽暦446年の赤月帝国皇位継承戦争におけるバルバロッサ側の副軍師。カレッカの虐殺事件後一切の官職を退き、セイカで塾を開き隠遁生活をすごしていた。オデッサの遺言を受け、主人公に未来を託して再び軍師となり解放軍に助力する。水上砦シャサラザード攻略中にサンチェスの造反により重傷を負い、「帝国を倒し、世の流れを変える時は今しかない」と重傷を押して指揮を執り続けた結果、グレッグミンスターの戦いでバルバロッサが斃れたのを確信して息を引き取る。
カレッカの虐殺事件以来、「いかなる理由があろうと人が人を殺すのはよくない」と一切の争いを拒絶し、それ故オデッサとは反目が生じていた。主人公や解放軍の軍師となって以降もその悩みを心の中で持ち続け、死に際してはそばにいたリュウカンに対し自分の行いが正しいのか間違っているのか問い掛けるも、リュウカンが答えを言う前に事切れた。
アップル（『I』 - 『III』）、シュウ（『II』）の師であり、レオン・シルバーバーグ（『I』『II』）は叔父、シーザーとアルベルト（『III』）の父ジョージ・シルバーバーグは従兄弟にあたる。また、妹のオデッサ以外に末弟がいる設定のみが存在している。

#### 108星以外
ウィンディ
声 - 住友優子
本作の黒幕的存在。
金髪の髪を後頭部でまとめた妙齢の美女。皇帝バルバロッサの愛人にして宮廷魔術師を務める。亡き皇后クラウディアに似ているという理由でバルバロッサの目にとまり、紋章「ブラックルーン」で皇帝や将軍を操り、帝国を裏で操る存在となる。かつて、門の紋章を狙い故郷の村に侵攻してきたハルモニア神聖国最高権力者ヒクサクに、自分とレックナート以外の村の者を皆殺しにされた過去があり、ヒクサクとハルモニアに復讐するために「ソウルイーター」を執拗に追っている。真の紋章の1つ「門の紋章」（表のみ）を所有。解放戦争の黒幕となる人物。そしてレックナートの実姉である。
ヒクサクやハルモニア、さらには彼らの存在するこの世界全体すら復讐の対象としており、そのためならあらゆる手段を用いることも辞さず、いかなる犠牲が出ようとも彼らの叫びに耳も傾けない冷酷な人物で、ソウルイーターを受け継ぐ村の人々の意志も考えず、最終的に村の唯一の生き残りでありソウルイーターを宿していたテッドを死へと追いやった張本人。また、次作の『II』で登場するボブも彼女の悪行の犠牲者である。
最終決戦にてバルバロッサの敗北後、一行の前に現れる。そして敗者となった皇帝を侮辱し、用済みとなったこの場から立ち去ろうするが、その前に主人公から「ソウルイーター」を奪おうとする。しかし紋章によって拒まれ失敗。
逆上したところをバルバロッサに抑えられ、「覇王の紋章」の効果によって「ブラックルーン」の洗脳を受けていなかったことを告げられる。彼女は自分が皇帝を操っていると思いこんでいたが、実際は皇帝の愛情ゆえに彼女につき従っていただけだった。本当に愛してしまったからこそ彼女が宿す悲しみを消したかったのだと。その事実を聞かされ呆然とし、最期はバルバロッサに抱かれる形で共に王城から落下。こうしてバルバロッサとウェンディの過ちは清算され、帝国は終わりを迎えたのだった。
オデッサ・シルバーバーグ
声 - 花村怜美 / 白石晴香（STAR LEAP）
解放軍初代リーダー。名軍師レオン・シルバーバーグの姪にあたる24歳。元帝国貴族。マッシュの妹。フリック最愛の人である。
帝国貴族として不自由なく暮らしていた。恋人であった地方貴族アキレスがいわれのない罪に問われた際、彼を捕えようとする帝国兵を相手にドレス姿で戦ったが、追い詰められてそのまま逃亡。その後、帝国の横暴に対抗する為に抵抗組織「解放軍」を創設した。
恋人アキレスを帝国に殺されて以来、帝国への復讐を誓う。解放軍のリーダーとして人望は厚い。
兄マッシュとは、彼が隠遁生活を送るようになってから、彼女はマッシュを「力があるのにそれを使わないのは臆病者だ」と罵り、逆にマッシュからは「どんな理由があろうと争い事には関わりたくない」とお互いに反目しており、死の際に主人公にマッシュに会う様頼んだ時の言葉は「セイカに住むマッシュという男に会って欲しい」だった。一方のマッシュからは「いい娘だったのに、あんな事をするから・・・」と解放軍リーダーとしての活動そのものを批判されていた。
幹部の一人であるサンチェスが帝国のスパイであり、レナンカンプのアジトが帝国に知られることで襲撃を受け、その場にいた子供を帝国兵の刃から庇って命を落とす。
死の際に主人公にリーダーの証を渡し、自分の死が露見せぬよう川に流して欲しいと告げ、この世を去る。その後、マッシュの提案によって解放軍が力や士気を取り戻すまでは、「オデッサは北方に赴いており、主人公が代理を任された」ということにしてその死は隠蔽され、パンヌ・ヤクタ城陥落から3か月後にフリックが本拠地にやって来た折にようやく彼女の死が公表された。
テオ・マクドール
声 - 山川敦也
帝国五将軍のひとり。主人公の父で赤月帝国の優秀な軍人であり、人望も厚い。42歳。通称「百戦百勝のテオ･マクドール」。物語の序盤で、未だ緊張関係にあるジョウストン都市同盟と国境を接する北方の守りを命じられ、帝都グレッグミンスターを離れる。後に解放軍が息子である主人公の活躍によって勢いを増す中、反乱鎮圧の命を受けロッカクの隠れ里を襲撃し大打撃を与え、さらには精鋭部隊である鉄甲騎馬兵を率いて解放軍を壊滅寸前にまで追いやるが、火炎槍により敗退、最期は息子である主人公との決闘に敗れ、息子の成長を喜びながらこの世を去る。
皇帝バルバロッサが皇太子時代より絶対の信頼を寄せていた人物で、自身もバルバロッサに対し揺ぎ無い忠誠心を抱き、帝国の乱れや世の流れを感じつつも己の意地を通し続け、結果帝国五将軍で唯一解放軍に参加しなかった。他人に対して以上に自分自身に厳格かつ頑固であり、同時に包容力も兼ね備えている。その包容力から、死の間際に直前の戦いで生き残っていた副将アレンとグレンシールには自身の意地に従わせるような事はせず、解放軍に加わるよう命じた。
バルバロッサ・ルーグナー
声 - 銀河万丈
本作の最終ボス。 赤月帝国第17代皇帝。通称「黄金皇帝」。政治的手腕もあり、国民の支持も絶大だがウィンディに出会って以降は政治をほとんど省みなくなり、暴君と化す。真の紋章の1つ「覇王の紋章」を宿す「竜王剣」の持ち主。当初はウィンディの「ブラックルーン」に操られていると思われていたが、実は「覇王の紋章」の力で自我を保っていた。そして戦いの終盤、空中庭園にたどり着いた主人公達に対し、「ここが私に残された最後の帝国領だ。だが私は、何としてもここを守ってみせる」と竜王剣の力で自らを巨大な三つ首の竜に変化して戦うが敗れ、元の姿に戻った。
ウィンディからは「自分にかつての妻クラウディアの面影があったから」と、彼女自身を純粋に愛していないと酷評されたが、バルバロッサ本人は「お前の中に潜む悲しみを癒したかった」という思いを抱き、この世界への復讐鬼と化していたウィンディを救いたいと思うあまり、帝国や政治を省みない暴君に化したことをウィンディや主人公達の前で明かした。最終的にはウィンディを抱えて空中庭園から飛び降り、その後の生死は不明となるが、最終的には死亡したと同然の扱いにされていることが、五将軍の1人だったミルイヒ・オッペンハイマーがその後、「バルバロッサとクラウディアの眠る墓を守って一生を終る」に至った一文から読み取れる。

### 108星

#### ア行
以下に列挙する人物については、幻想水滸伝シリーズのキャラクター一覧を参照。
- アップル
- ヴァンサン・ド・ブール

アイリーン
レパントの妻。かなりの美人でレパントもそれを誇りに思っている。物静かではあるが芯は強く、紋章魔法についてもかなりの力の持ち主である。
アレン
テオの副将。「火炎将アレン」と呼ばれる。テオの遺言に従い主人公の仲間になる。
アンジー
トラン湖を縄張りとする湖賊三人組の頭。タイ・ホーとは腐れ縁。ソニア・シューレンとは犬猿の仲。
アントニオ
自分の店を構えることを夢見て日々修行をしている放浪の料理人。『II』の料理対決に挑戦者として登場。
イワノフ
ミルイヒ・オッペンハイマーお抱えの絵師。自らの描きたい絵ではない絵を描かされており、自由に絵を描ける環境を求めている。『V』では新進気鋭の画家として名前のみ登場。
ウィンドウ
戦士の村に住んでおり、窓職人を夢見る青年。
ウォーレン
赤月帝国北方に領地を持つ大富豪。人望もありレジスタンスを匿っていたが、ビクトールとともにカシム・ハジルによってモラビア城に捕らわれ、後に解放軍によって救出されている。
エイケイ
「返し刃の紋章」を宿した格闘家。セガサターン版では本拠地に闘技場を開設する。
エスメラルダ
貴族の匂いを漂わせる婦人。ミルイヒ・ヴァンサンとともに登場する「ナルシー」の先駆けだが、後の作品に登場する「ナルシー」の存在と比較すると、ただの貴族婦人といった印象を受ける。『外伝』にはVol.2 Episode 3の裏ルートに登場。ミルイヒ主催のティーパーティーに参加している。
オニール
セイカに住む噂好きの小母さん。

#### カ行
以下に列挙する人物については、幻想水滸伝シリーズのキャラクター一覧を参照。
- カゲ
- カスミ（声 - 伊藤かな恵）
- クライブ

カイ
主人公の棒術の師匠。戦後は軍の棒術指南役となり、六将軍の一人になっている。
カシオス
ミルイヒ・オッペンハイマーお抱えの音楽家。ミルイヒを崇拝しており、ミルイヒの勧誘に応じて解放軍に参加する。
カシム・ハジル
帝国五将軍のひとり。赤月帝国に古くから仕える古参の将軍で、五将軍随一の剣の使い手と言われ、曲月刀を操ることから「青い月のカシム」と呼ばれる。性格はかなり頑固で保守的な考えである。モラビア城で解放軍と対峙し、かつての部下であるマッシュ（進め方によってはミルイヒも加わる）の説得により解放軍に降伏する。戦後も引き続き六将軍の一人として軍に残っている。
ガスパー
賭博師。本拠地ではちんちろりんを担当。『外伝』にはVol.1 Episode 3の裏ルートに登場、シロウとちんちろりんで勝負している。
カナック
湖賊。アンジーの仲間。
カマンドール
テイエンに住む錬金術師。
カミーユ
槍を得物とする女戦士。「夜叉カミーユ」の二つ名で呼ばれる借金取り。戦後は軍の槍術指南役となり、六将軍の一人になっている。
キルキス・シャナ・クエス・ラビアンカーナ
声 - 水島大宙
エルフの村の危機を救うため、命がけで解放軍に助力を請いに駆けつけたエルフの青年。人間、ドワーフとの共存を心から望んでいる。シルビナとは相思相愛の仲。フルネームは固体名・母称・氏族名・部族名の順で、エルフ族の命名法による。
キルケ
鎌で死刑囚の首を切り落とす首狩り役人。戦後は農夫となり、愛用していた鎌は『II』でローレライが使用している。
キンバリー
アンテイに住む印鑑職人。マッシュとは古い付き合いで、偽の印章を作る技術を持っているが実は文盲なので、劇中ではマッシュのしたためた手紙を他人に読ませていた。解放軍ではタイ・ホーと意気投合し、戦後も家に押しかけている。
クインシー
赤月帝国の森の狩人。勝ち馬に乗りたがるタイプだが、自分の狩場を荒らす帝国軍に対する不満もあった。
グリフィス
北の関所を守る将軍で、カシム・ハジルの部下。一見やる気がなさそうに見えるが、部下思いであり、部下に慕われている。マッシュが行ったスパイの情報流出を逆手に取った北の関所への攻撃で、増援を呼ぶ間もなく寡兵で大軍を相手に戦う羽目になり、敗北。部下思いの性格からマッシュの提案を受けて解放軍に加わった。
クリン
コウアンで活動するこそ泥。
クレオ
声 - 竹間千ノ美
テオお抱えの兵士。女性。28歳。帝国軍の上級将校採用試験に受かって配属された。飛刀の遣い手。主人公を自分の弟のように可愛がっていた。パーンの先輩。寝起きが悪く、部屋にある本棚を調べると「クレオの日記」があるが、読もうとすると叱られる。いない隙に読もうとしても鍵がかかっている。パーンと共に主人公の家の一員（居候）のような存在。
グレンシール
テオの副将。「雷撃将グレンシール」と呼ばれる。アレンと同じく、テオの遺言に従い主人公の仲間になる。
クロイツ
元ゲイル・ルーグナー（バルバロッサの叔父）配下の武将で、継承戦争当時、兵力では勝っていたが将のレベルが凡人揃いだった中では唯一名将とされていたほどの人物。ハンフリー・ミンツとは継承戦争当時からの顔馴染みで、彼が主君ゲイルを討ち取った張本人という因縁もあって、ライバルでもある。ゲンシュウ（『II』）やデューク（『III』）が同じ武器を使用している。
クロウリー
世界中でも最強クラスの魔力を持つと自負する魔法使い。体に百の紋章を宿すという。真の紋章なしでどれまで高みに到達できるか、が自身の最大の研究テーマである。解放軍に手を貸したときの力も、本来の実力の少しだけだったという。後の作品で登場する組み合わせ魔法（紋章 (幻想水滸伝シリーズ)を参照）は彼が編み出した技術である。
クロミミ
トラン大森林のコボルト村に住む青年。戦後は村長に就任した。
クロン
アンテイの入り口で案内役をやっている少年。戦争イベントではなぜか「マクシミリアン騎士団」に配属されている。
クワンダ・ロスマン
帝国五将軍のひとり。継承戦争で親衛隊を率いて戦い、皇帝バルバロッサの危機を幾度となく助けた将軍。「鉄壁のクワンダ」の二つ名の通り強靭な防御力が自慢。ウィンディにブラックルーンの精神操作を受けながらも、皇帝への忠誠心を持ち続けた。ストーリーの進め方次第では解放軍に降伏し、戦後も引き続き六将軍の一人として軍に残っている。
クン・トー
キーロフの商人。タイ・ホーとは旧知の仲。
ケスラー
虎狼山で活動する山賊の頭目で、ルドンの親分に当たる。
ゲン
テイエンに住む船大工。カマンドールとは腐れ縁関係にある。
ゴン
クロミミにあこがれるコボルト。村二番手の戦士らしい（一番はクロミミ）。

#### サ行
以下に列挙する人物については、幻想水滸伝シリーズのキャラクター一覧を参照。
- シーナ
- ジーン
- スタリオン

サンスケ
大森林の村に住む風呂職人。
サンチョ
マクシミリアンの従者。名前の由来は「サンチョ・パンサ」。デュナン統一戦争当時は里帰りしており、その間に戦争が勃発したため主人のマクシミリアンのみが新同盟軍に参加している。マクシミリアンの孫フレッド（『III』）の従者であるリコ（『III』）は娘に当たる。
シドニア
声 - 小林千晃（STAR LEAP）
バルカスの仲間できざな男。忍者のようにすばやく、器用である。バルカスが窮地の時は、自分一人だけなら逃げられる状態にあっても逃げるのを良しとしないが、戦後はバルカスとともにいることは無くどこかへと消えてしまった。
ジャバ
「自分に鑑定できないものはない」と豪語する鑑定師。
ジュッポ
発明家であり、からくり師。姪のメグにいつも悩まされている。奇抜な格好をしている人で、言葉遣いも強烈、発明もとてつもなく、レパント宅に多数のカラクリ兵と、トラップを仕掛けるという（防犯システムとしては画期的だろうが）えげつないものである。終戦後、姪のメグの追跡を振り切るためにからくり丸を作り、何処かへ逃げてしまう。
ジョバンニ
レパント家の使用人。しかし、戦争イベントでは「こそどろ」に配属されている。
ジョルジュ
キーロフの宿屋で神経衰弱をしている青年。セガサターン版ではゲームが変更されている。
シルビナ
キルキスの恋人。長老の孫娘。キルキスの理想を理解しきれていないが、彼への素朴な愛情から解放軍に協力している。
セイラ
キーロフ在住の少女。『II』にもグレッグミンスターの住民として登場する（仲間にはならない）。
セルゲイ
初代「えれべーた」開発・管理者。自身の開発した「えれべーた」を売り込むために各地を放浪している。戦後は「えれべーた」がヒット商品になり大金持ちになる。シリーズで最初に「えれべーた」を開発した人物として登場するが、実際はマニュ（『IV』）が150年前に発明している。
ゼン
クロン寺の裏で畑を耕している庭師。トラン湖の城のガーデニング担当。
ソニア・シューレン
帝国五将軍のひとり。継承戦争で活躍したキラウェア・シューレンの娘。赤月帝国に従うトラン湖の女水軍頭領。カシムと同じく帝国への忠誠心が強く、若いながらも保守的である。かつてテオとは懇意の仲であった時期があった。戦後も引き続き六将軍の一人として軍に残っている。

#### タ行
以下に列挙する人物については、幻想水滸伝シリーズのキャラクター一覧を参照。
- タイ・ホー
- テンガアール
- テンプルトン

タガート
ウォーレンの使用人。
チャップマン
アンテイの町で防具屋を営んでいる男。
チャンドラー
自分の店を持つことを夢見てさまよう行商人。
テスラ
赤月帝国南方にて代書屋をやっていた人物。気が弱く小心者であり出来るだけ揉め事にはかかわらないように暮らしてきたが結局災難に巻き込まれる。その能力は高く、どんな人物の筆跡も真似ることが可能。戦後はトラン共和国の書記官として国家再建に尽力する。

#### ハ行
以下に列挙する人物については、幻想水滸伝シリーズのキャラクター一覧を参照。
- バレリア
- ハンフリー・ミンツ
- ビクトール（声 - 小西克幸）
- ビッキー
- ヒックス
- フッチ
- フリック（声 - 中村悠一）
- ペシュメルガ

パーン
声 - 日野聡
テオお抱えの部下で、クレオの後輩。格闘家であり大食漢の29歳。いい加減な性格だが根は真面目。継承戦争ではゲイル側に属していたが、テオに敗れ諭されて以来、直属の部下となる。物語序盤に主人のテオを裏切れずに帝国に密告し、主人公たちとは敵対するが、コウアンの軍政官に左遷されたクレイズの部下として対峙した際についにクレイズを見限って帝国に反旗を翻す立場となり、和解に至る。主人公を守るため、帝国を裏切った後も尊敬し忠誠心を捨て切れなかったテオに対して特攻するが、進め方次第ではテオとの一騎討ちに勝利し、テオに半ば見逃される形で生き残る。
バルカス
声 - 宇垣秀成（STAR LEAP）
清風山を根城とする山賊の頭領。腐った帝国の役人しか襲わない義賊でもある。戦後は山林の事情を詳しいことから国境警備隊長に抜擢される。
フー・スー・ルー
トラに似たマスクを被った放浪中の戦士。二挺斧を扱う程の剛腕であり、受けた恩を忘れるような人物ではない。虎の頭に見えるのはマスクであり顔を隠す理由は定かではない。
フウマ
ロッカクの里出身の忍者だが、抜け忍である。戦後は里に戻った。
フッケン
クロン寺院の僧侶。
ブラックマン
廃墟となったカレッカで畑を耕している農夫。カレッカが廃墟に至った経緯から、軍人が作物の芽を踏み潰すのを嫌う。
ヘリオン
老魔法使い。「瞬きの手鏡」を所有する。

#### マ行
以下に列挙する人物については、幻想水滸伝シリーズのキャラクター一覧を参照。
- マクシミリアン
- メグ

マース
大森林の村に住む若手の鍛冶屋。
マリー
グレッグミンスターの宿屋の女主人。『II』でもグレッグミンスターの宿屋の主人として登場する（仲間にはならない）。この時、年若いながらも戦いにリーダーとして身を投じた主人公に対して半ば否定的に見ていた本音を『II』主人公に対して「馬鹿な男」と表現している。
マルコ
コインとカップを使ったゲームを好む少年。
ミース
ドワーフの技術を学ぶために、ドワーフの村で修行している鍛冶屋。
ミーナ
アンテイの酒場で人気の踊り子。後にカレン（『II』）を弟子にしている。
ミリア
竜洞騎士団副団長。竜の名前はスラッシュ。後にヨシュアから竜の紋章を受け継ぎ、竜洞騎士団団長に就任する。また、終戦から2年後に娘シャロン（『III』）を産む。
ミルイヒ･オッペンハイマー
声 - 四反田マイケル
帝国五将軍のひとり。花と美しい物をこよなく愛する風流人。皇帝と亡き皇后クラウディアに忠誠を誓っており、戦後は生涯2人の墓前を守ることになる。解放戦争時はウィンディに洗脳されており、卑劣な武将という性格が強かったが、実際は潔き武人である。「花将軍」という通称の通り、服装は非常に華美で独創的。これは本人が、「花将軍」の名に相応しい服装を貫くことも、国家への忠義になると考えているためである。『外伝』にはVol.2 Episode 3の裏ルートに登場、『II』までに登場したナルシー同士で優雅にティーパーティーを行なっている。『V』ではリムスレーア・ファレナスの即位式における赤月帝国からの参列者として名前のみ登場。
ムース
戦士の村に住む鍛冶屋。一流の腕を持つ。戦後はメースから鍛冶屋大師匠の名を受け継ぐ。
メース
鍛冶屋大師匠。シークの谷間に隠棲している。
メロディ
キーロフに住む音職人。
モーガン
盲目の格闘家。元はファレナ女王国の闘技奴隷だったが、強すぎるという理由で目を潰され、それでも強すぎたために赤月帝国へと売られた過去がある。
モース
解放軍秘密工場の工場長。主人公とオデッサがもたらした火炎槍の設計図を元に火炎槍を大量に作り、テオ率いる鉄甲騎馬兵によって危機に陥っていた解放軍を救った。

#### ヤ行
以下に列挙する人物については、幻想水滸伝シリーズのキャラクター一覧を参照。
- ヤム・クー

ユーゴ
クロン寺院で古文書管理をしている青年。
ヨシュア・レーベンハイト
竜洞騎士団団長であり、真の紋章の1つ「竜の紋章」の持ち主。220歳。ハンフリーとは旧知の仲。戦後は団長の職をミリアに譲っている（経緯等は明らかになっていない）。

#### ラ行
以下に列挙する人物については、幻想水滸伝シリーズのキャラクター一覧を参照。
- ルック（声 - 福山潤）
- レオン・シルバーバーグ
- ローレライ

リュウカン
赤月帝国内で広く知られる名医。「神医」とも称される。戦後はグレッグミンスターで医療所を開設し、デュナン統一戦争時には魔物の毒にやられたコウ（『II』）を救った。後にデュナン統一戦争で活躍する名医ホウアン（『II』）は弟子に当たる。
ルドン
虎狼山の宿屋の主人だが、実はケスラーの子分で宿の客に痺れ薬入りのお茶を飲ませては金品を奪っていた。
ルビィ
エルフの集落を飛び出したはぐれエルフ。
レオナルド
アンジーの仲間。
レスター
アントニオの親友。得意料理はシチュー。『II』の料理対決に挑戦者として登場、データをコンバートしている場合はグレッグミンスターに住むシチュー作りの名人（グレミオ）を紹介する。
レパント
赤月帝国南部で商売をしている豪商。武人としても名高く、名刀キリンジで戦う。妻のアイリーンと名刀を大事にしている良き夫。息子のシーナにはかなり厳しい。解放戦争後に主人公に代わって共和国初代大統領となる。若い頃は息子顔負けの遊び人だったため、強く出にくいらしい。
ロック
レパント邸の倉庫番。
ロッテ
魔法使いの少女。いつもネコのミナを探しており、『II』でもグレッグミンスターの街中で探している。
ロニー・ベル
解放軍の秘密工場の用心棒。終戦の2年後に娘のエミリー（『III』）を産んでいる。

### 108星以外
以下に列挙する人物については、幻想水滸伝シリーズのキャラクター一覧を参照。
- テッド（声 - 石田彰）
- ネクロード
- ハンゾウ
- ユーバー
- レックナート（声 - 大原さやか）

アイン・ジード
テオの部下で、首都グレッグミンスターを守るクワバの城塞の守備を任されている将軍。帝国五将軍ではないが、その能力は五将軍にも引けを取らない。最期まで解放軍に抵抗し、クワバの城塞から退避してグレッグミンスターの帝国軍本体と合流し、宮殿の手前で主人公達に立ちふさがる。この時、かつてクワバの城塞を抜ける時に見逃してくれた恩義を思い出したビクトールから降伏を要求されるが「私まで裏切っては、皇帝陛下がかわいそうだ」と拒絶して戦いを挑み、戦死した。死後にその場に居合わせたフリックは「こんな、こんなのは間違っている」と思いを語ったがビクトールは「この世には正しくても美しくないものと、間違っているが美しいものがある」と言い、アインの選択を称賛した。
カナン
クレイズの副官で、金と権力に汚い小役人。典型的な悪徳官僚で、性格や行動パターンは「強きを助け、弱きをくじく」を絵に描いた感じである。賄賂や裏取引は当たり前で、全てクレイズ黙認のもと行われている。赤月帝国崩壊後は転落人生を歩み、首都グレッグミンスターで詐欺を働いていたが、3年後逮捕される。
クレイズ・マイルス
金と権力に汚い成り上がり官僚で、テオからは「小心者」と酷評されている。帝国近衛隊長であり、帝国軍に入隊し近衛隊に配属された主人公の上官となるが、主人公一行に対しては終始見下した態度や言動をとる。劇中中盤、ウィンディに「ソウルイーター」奪取失敗をとがめられて失脚し、コウアンの軍政官に左遷される。左遷後はコウアンで横暴の限りを尽くすが、レパントの妻アイリーンを無理やり連れ去らったのがきっかけになってレパントや主人公達に攻め込まれ、部下にしていたパーンにも見限られた挙句、最終的には（プレイヤーの選択によって）逃亡するか、引導を渡される。
グレイディ
帝都グレッグミンスターから東に位置するロックランドの村の軍政官。本来グレッグミンスターへ納めるべき税が届かないことで調査を命じられた主人公やカナン達に対し、バルカスの一味のせいでどうにもならないが、グレッグミンスターから来た近衛隊の方々ならたやすく蹴散らすだろうと一味の討伐を頼み、結果捕えられたバルカスやシドニアの姿を見て歓喜した。その後、2人を裁判にもかけずに独断で日干しの刑に処すという、帝国法でも認められていない蛮行を行うが、逃げ延びた一味からの訴えを聞いたオデッサや、グレイディの悪行を正すのは帝国のためにもなると判断した主人公たちの手によって2人を逃がされ、クレイズに訴えると息巻きながら逃走した。
なお、バルカスとシドニアを「税金泥棒」と呼んだ際にバルカスから「何を言ってやがる！税金泥棒なのはてめえの方じゃねえか！」と反論されていることから、本来グレッグミンスターに納めるべき税を着服し、その罪をバルカスの一味に被せていたことがうかがえる。また、彼の部下の帝国兵は村人に対して横暴で、劇中では村の子供を相手に「ピカピカのブーツを汚した」という些細な理由で暴力を振るっていた。
サンチェス
「博覧強記のサンチェス」の異名を持つ。解放軍の財政を担当していた。しかし実は、継承戦争の頃から帝国のスパイであり、オデッサの死の原因を作った当事者である上、水上砦シェサラザード攻略戦の最中、まだ主人公が中から戻っていないのに勝手に火を放ち、さらにはマッシュを刺して重傷を負わせ、居合わせた者達に自分の正体を語り、かつ「この年で、自分の生き方を変えるのは難しいようです」とも語った。これによってオデッサの事で復讐心に燃えるフリックから剣を向けられるが、マッシュの「彼が帝国のスパイであると知れれば、解放軍の士気に響く」という判断により殺されずに済み、その後は表面上は解放軍の一員として扱われ、牢獄へ入れられることもなかったが監視の目も光らせられていたらしく、これ以降彼が帝国へ情報を流す描写はない。その後は描かれていないが彼の罪状の重さを考えると、戦後に何らかの処罰を受けたものと思われる。

## 漫画
- 幻想水滸伝 受け継がれし紋章（全2巻・土方悠・メディアファクトリー）　連載中断

## 小説
- 幻想水滸伝 ソウルイーター（堀慎二郎著、メディアファクトリー出版）
  - 上巻 - 1999年12月発売。 ISBN 4840213674
  - 中巻 - 2000年2月発売。 ISBN 4840214204
  - 下巻 - 2000年3月発売。 ISBN 484021493X

## 舞台
『幻想水滸伝-門の紋章戦争篇-』のタイトルで、2025年12月にシアターHと京都劇場で上演予定。主演は、岡村直樹。